# Pierre Cayol
Pour les articles homonymes, voir Cayol.
Pierre Cayol, né le 14 août 1939 à Salon-de-Provence (Bouches-du-Rhône) est un artiste peintre, décorateur de théâtre, graveur aquafortiste, lithographe, et illustrateur Français.

## Biographie
Élève de l'École nationale des arts décoratifs de Grenoble de 1957 à 1960, École des arts appliqués de Paris de 1960 à 1962 et élève de Claude Schürr à l'Académie Julian à Paris de 1964 à 1966, il voyage en 1987 en Arizona (États-Unis) et au Nouveau-Mexique ayant pris contact avec les Indiens Navajos et Apaches. Il participe à des expositions collectives. Il est sociétaire du Salon de la Société des artistes français et du Salon d'automne à Paris et expose individuellement dans les villes du Midi ainsi qu'à Paris.
Grand passionné d’Indiens d’Amérique du Nord, Pierre Cayol séjourne régulièrement dans les territoires indiens d’Arizona et du Nouveau-Mexique, chez les Navajos, les Apaches, les Hopis et les Pueblos parmi lesquels il compte de nombreux amis.
Depuis 1993, il est président de l’association Indianités qui organise diaporamas et expositions pour faire connaître la culture de ces peuples.

## Analyse

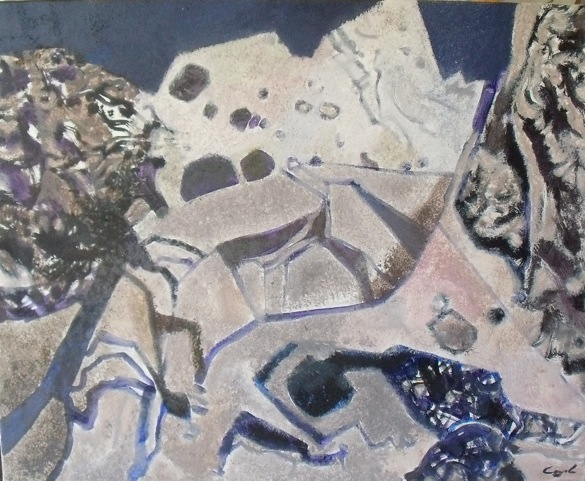
Pierre Cayol, Dans les Alpilles, acrylique et sable sur toile, 81x100cm, 2013

### Pierre Cayol et la Provence
La peinture de Cayol gravite autour de trois axes. Depuis ses débuts : les coupes, les foules, la femme qui s'apparente par ses volumes, ses attitudes et son réalisme, à une sculpture. Les femmes de Cayol avec leur ventre, leurs seins, leurs cuisses fermes sont épanouies. Le second sujet cher au peintre : la nature morte.
L'expression picturale est claire, ordonnée. Tout devient prétexte à des tâches où se joue la lumière. « Je ne peux concevoir une vie de peinture sans une vie de dessin » dit-il : cela se vérifie dans la cohérence des lignes, la structure de ses œuvres.
Le troisième thème, majeur celui-ci, est le paysage. Il puise son inspiration dans les Baux-de-Provence et les Alpilles dont les paysages dénudés et arides, l'inspirent. Ce sud de la France ressemble à celui des États-Unis que Cayol connait bien, le peintre voit les rochers, les buissons, les arbres de sa Provence natale avec son regard : rigueur de la pierre, éboulis figés dans l'éternité, austérité. Cette exigence et cette rigueur font dire à Yves Berger « J'imagine Pascal et Cézanne, s'ils avaient connu le peintre Cayol, il en eussent fait leur frère. ».

### Réflexions du peintre sur son style et sa technique

Surprise Valley (Arizona)

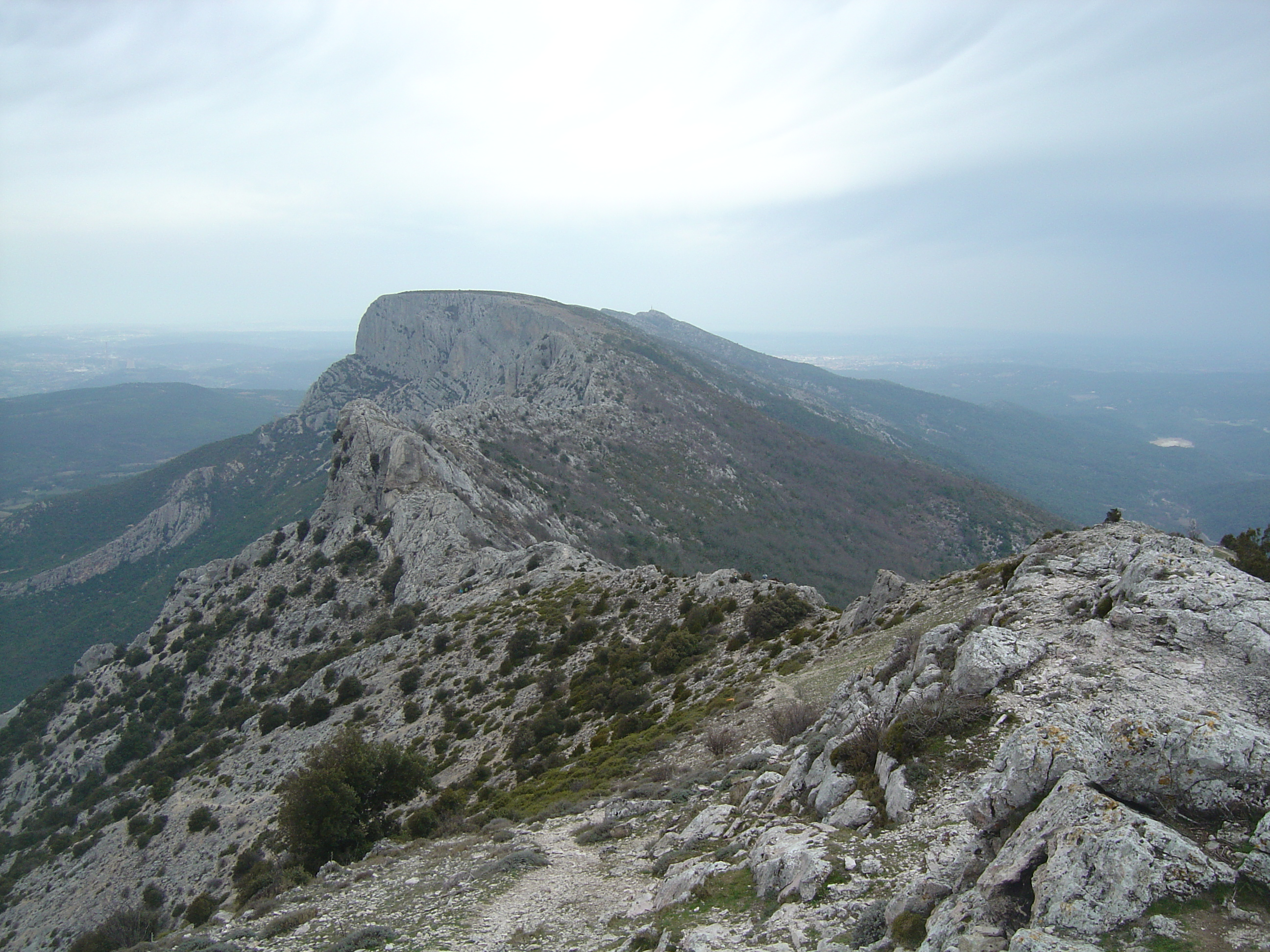
La montagne Sainte-Victoire

- Des roches et des formes

« Lorsqu'il m'arrive de quitter les calcaires poreux de ma Provence natale, c'est pour retrouver les grès orangés de la Surprise Valley, dans l'Arizona, chez mes amis Navaho. Véritable consécration du monde minéral, cette contrée est celle des massifs rocheux qui se dressent en démesure. Ce spectacle à la beauté sauvage, où l'homme ne semble pas avoir déposé son sceau. C'est là-bas, la source profonde de mon inspiration et qui bouleverse inconsciemment ma vision de peintre. Les Navaho parlent de chemin de beauté pour traduire cette communion entre le corps, l'esprit et la nature ».
- Le chant des collines

« Je trouve personnellement auprès des Navaho, un sens à toutes mes années de peinture qui, subitement, m'apparaissent comme un long apprentissage, un travail dans l'ombre voué à la recherche de ma propre vérité. Depuis, les paysages méditerranéens de mon enfance, ces paysages minéraux les Alpilles et la Sainte-Victoire que je pense si bien connaître, se mettent à me livrer leur secret. Il me révèle mon langage pictural. La roche qui me fascine tant est omniprésente dans mon œuvre et, à travers elle, la grande architecture sur laquelle reposent les ensembles rocheux ».
- Le dessin est l'empreinte de la toile

« Crayon à la main, c'est avec le même goût pour la construction, qui anime déjà un Paolo Ucello ou, beaucoup plus tard, un Georges Braque, que je recherche la structure invisible des choses qui donne au monde sa cohérence. Il ne s'agit donc pas là de simples croquis mais de dessins plus élaborés dans lesquels j'essaye de trouver le squelette, l'architecture d'une prochaine toile. Ces recherches sur le dessin sont en effet capitales pour mon processus de création. Je pense que le dessin peut être plus important  que la couleur, en ce sens que cette dernière doit s'ajouter naturellement à son contenant, comme un liquide qui se coule dans la forme, un costume qui habille un squelette. Sans ce contenant, même en s'appliquant à mettre les plus belles couleurs, la toile s'écroule inexorablement. C'est donc le plaisir de la construction dans un espace donné qui, sur le motif, me pousse à faire une moisson de dessins. Je bâtis patiemment des échafaudages dans lesquels le trait-lumière se joue des épaisseurs et des directions données. De retour à l'atelier, je trace des lignes générales au fusain avant d'attaquer directement ma toile à la peinture. Les jus dilués permettent de prolonger le travail dans le dessin avant de laisser place à la couleur, ou lumière plutôt que couleur tant ces paysages en sont dépourvus. Le calcaire est omniprésent et seules quelques touches ponctuelles de bleu et de bistre viennent déranger sa blancheur immaculée. Cette apparente pauvreté sous-entend un gros travail de nuances dans les gris colorés, autrement dit dans les valeurs. Les lumières sont ensuite accentuées par le jeu du couteau  qui vient renforcer les empâtements, tandis que les ombres sont traitées par des zones plus maigres. Ce rapport à la couleur est différent dans les natures mortes de tissus bigarrés et objets divers. Dans mon atelier, je me sens libre d'utiliser la couleur avec audace. Les rouges profonds et les roses intenses côtoient ainsi des camaïeux de gris ».

### Œuvres 2008 - 2015, galerie

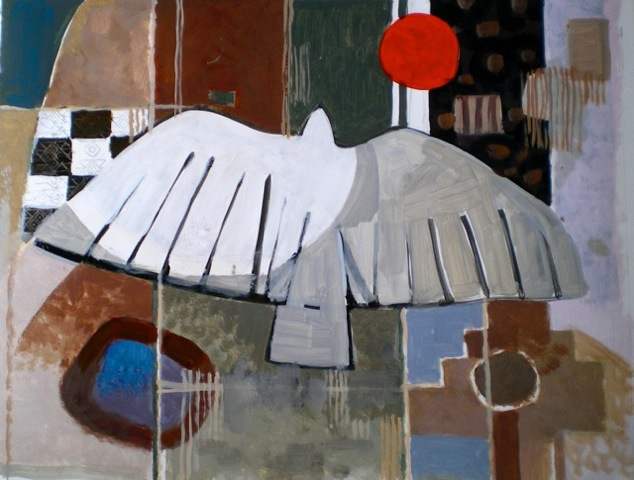
Le paysage des quatre lunes, acrylique sur papier, 60x81cm, 2008
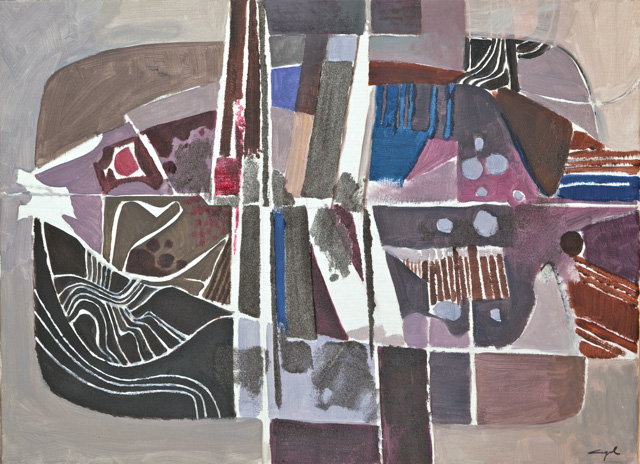
Le poisson, acrylique et sable sur toile, 73x100cm, 2010
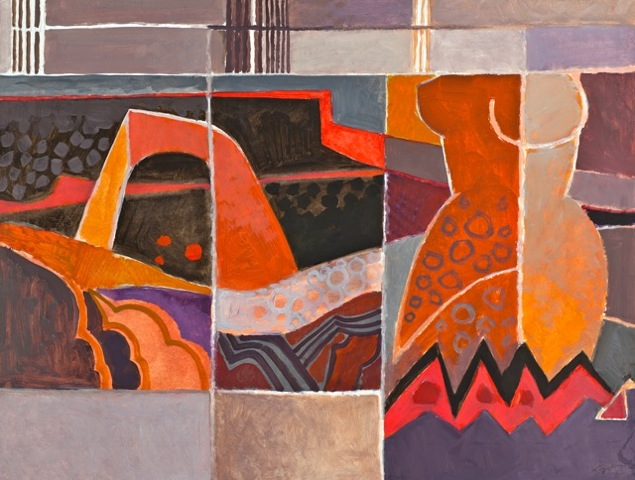
La porte de la beauté, acrylique et sable sur papier, 60x81cm, 2012
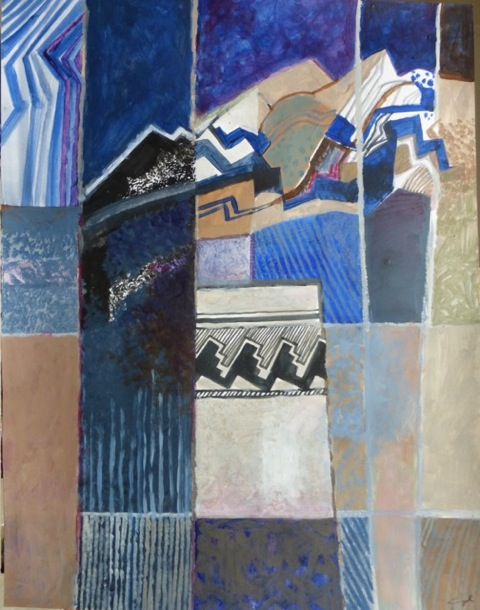
Provence/Pueblo, acrylique sur papier, 81x60cm, 2013
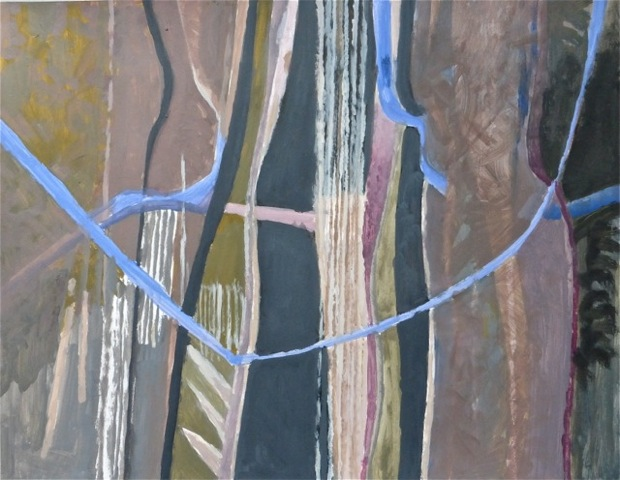
Dans la forêt de Cibola, acrylique sur papier, 60x81cm, 2013
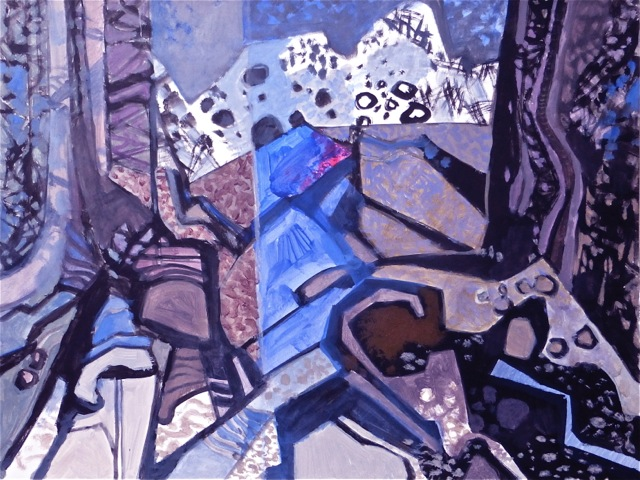
Alpilles I, acrylique sur papier, 60x81cm, 2013
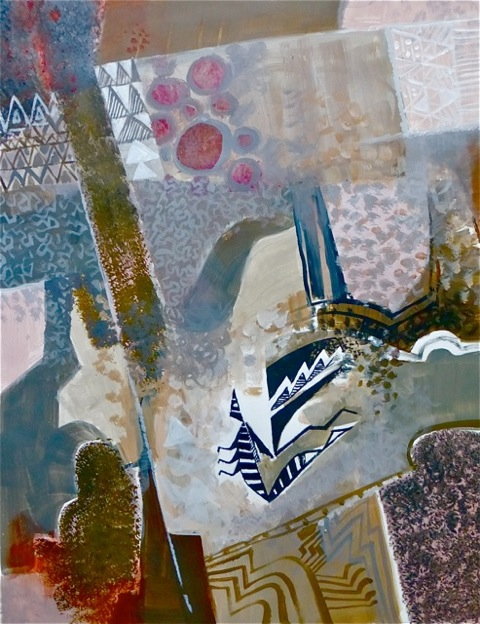
Naissance de la cigale I, acrylique sur papier, 81x60cm
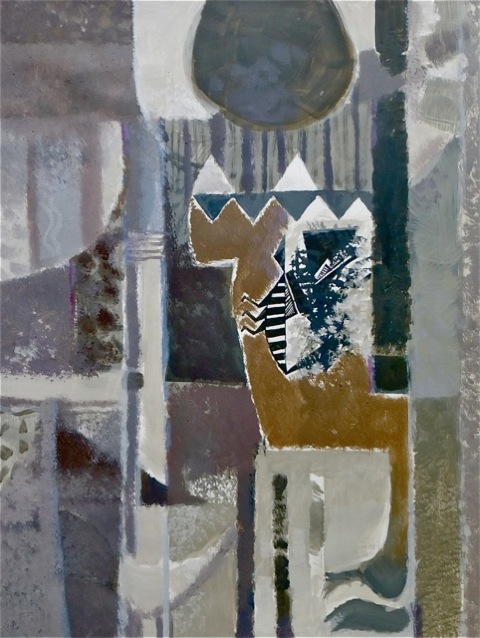
Naissance de la cigale II, acrylique sur papier, 81x60cm
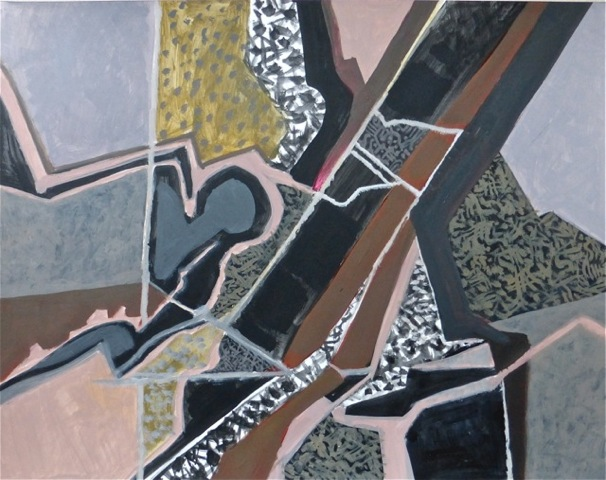
Nature, acrylique sur papier, 60x81cm, 2015
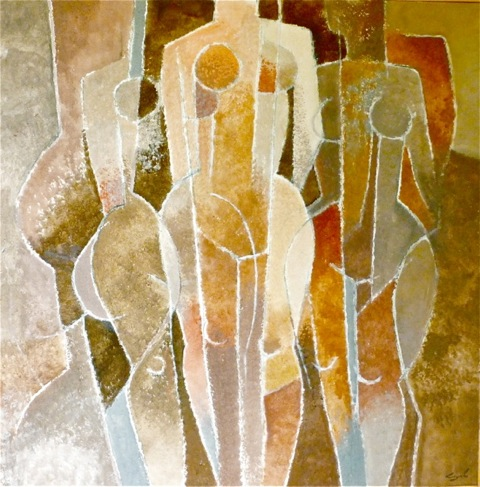
Nus, acrylique et sable sur toile, 120x120cm, 2015

### Œuvres commentées
- Sur les Alpilles, huile sur toile (92 x 73 cm)

« J'essaye de concevoir chacune de mes toiles comme un monument construit avec rigueur, véritable œuvre d'architecte où apparaît le souci primordial des structures qui donne au monde sa cohérence. La couleur et les effets de matière viennent renforcer le squelette de la construction ».
- La flûte de Carlos, huile sur toile (162 x 130)

« Pour moi, la peinture tient d'une science exacte dans la mesure où tout est organisé, savamment recomposé pour ériger chaque toile comme un édifice. Néanmoins, l'émotion première, déclenche le geste créateur et induit ma démarche »
.
- La Dame de Rochefort, huile sur toile (65 x 54)

« Le peintre n'invente pas, son seul talent se trouve dans le souci qui lui fait croire que ce qui est dit ne l'est encore pas assez », selon Delacroix
.
- Dans les Alpilles, huile sur toile (81 x 100)

« Au centre, la terre minérale par laquelle j'éprouve le mystère de la création ».
- Coloquinte aux tissus, huile sur toile (40 x 80)

« Le thème de la nature morte m'a toujours accompagné. Il répond à mes recherches sur le dessin, sur les structures ».
- Le pot Blanc, huile sur toile (54 x 65)

« La question du nombre d'or est souvent posée lorsqu'il s'agit de composition. Personnellement, je préfère à un schéma mathématique connu, une recherche plus intuitive dont le résultat me semble moins froid ».
- Nature morte aux tissus, huile sur toile (30 x 30)

« Je retrouve, dans ces tissus et ces objets disposés avec soin, les mêmes structures invisibles que dans la roche. Mais dans l'atelier, je suis libre de laisser vagabonder mon imagination au gré des formes et de la couleur. Ce qui est important, en somme, c'est de trouver son propre langage ».

### Œuvres 2016 - 2017, galerie

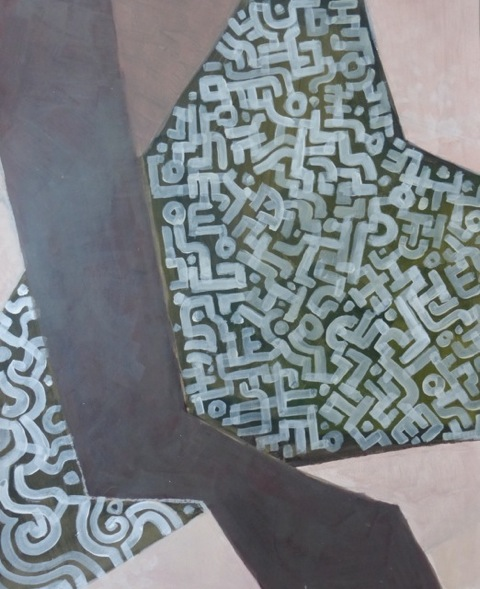
Paysage d'un autre monde I, acrylique sur papier, 61x50cm, 2016
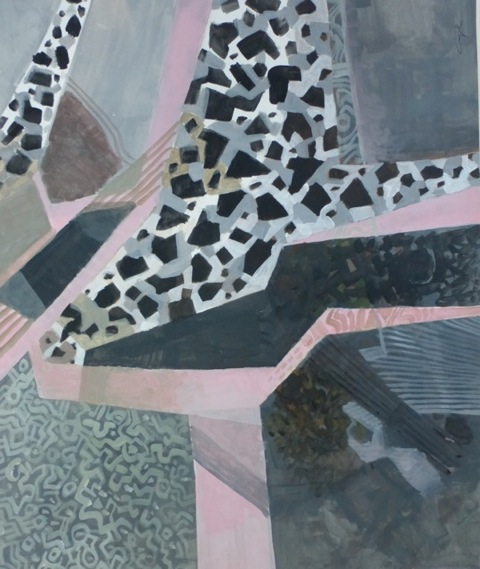
Paysage d'un autre monde II, acrylique sur papier, 61x50cm, 2016
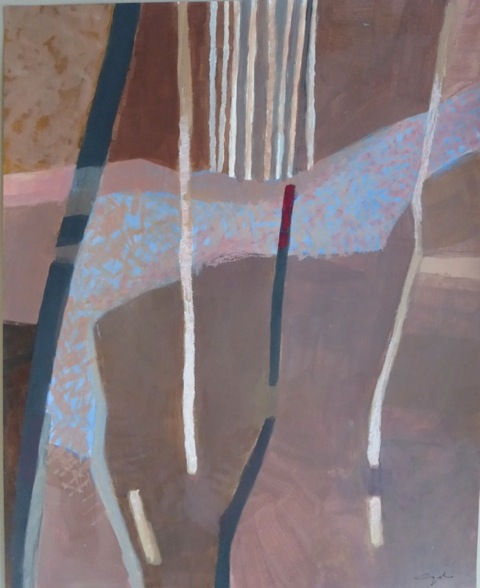
Vie, acrylique sur papier, 61x50cm, 2016
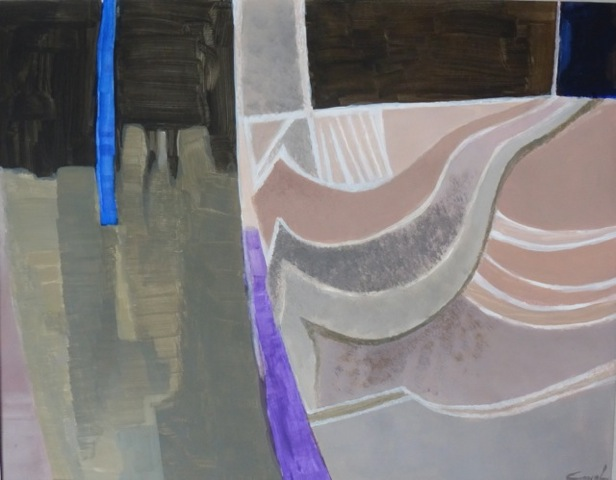
Lorsque monte l'orage, acrylique sur papier, 60x81cm, 2016
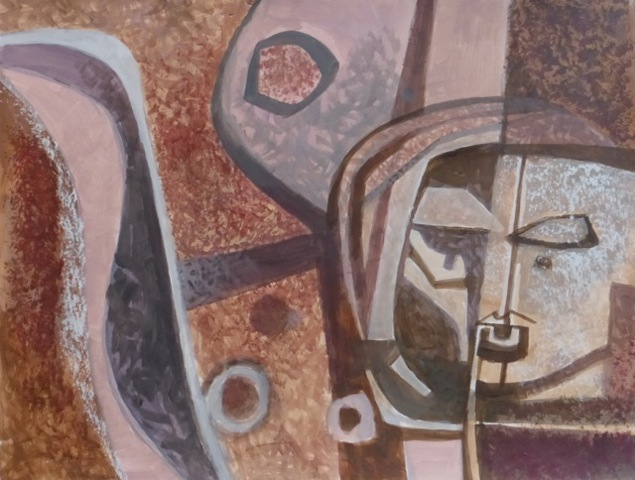
L'enfant des hauts plateaux, acrylique sur papier, 60x81cm, 2016
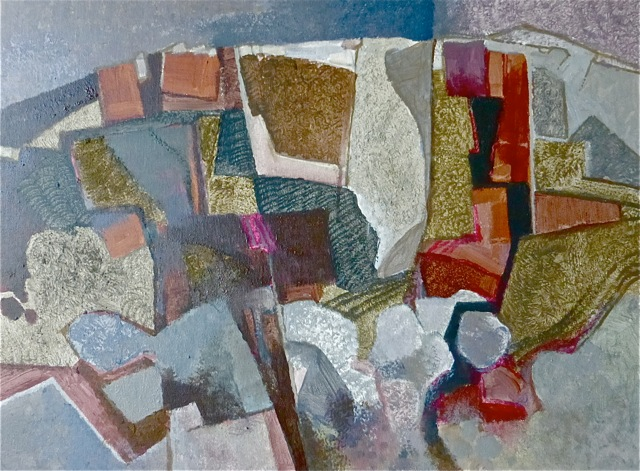
Rio Grande, acrylique et sable sur toile, 54x73cm, 2016
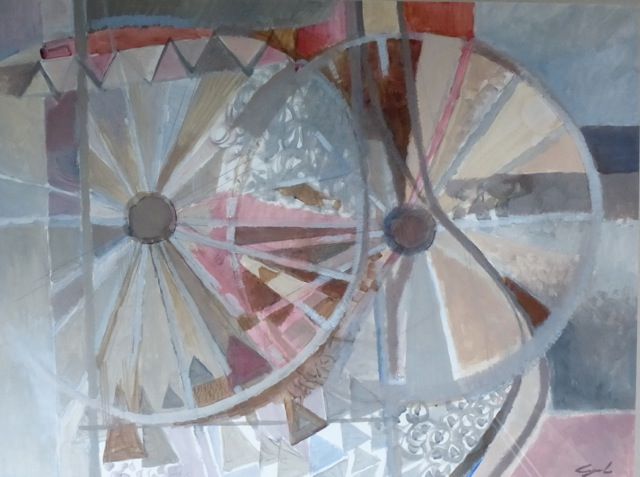
Le vieux wagon, acrylique sur papier, 60x81cm, 2016
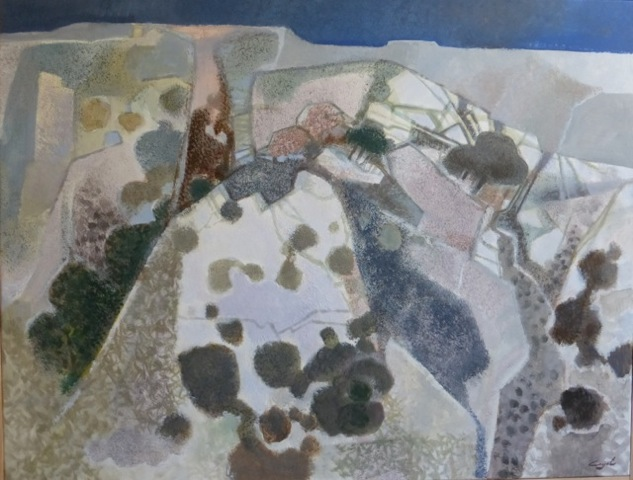
Paysage à Rochefort, acrylique et sable sur toile, 81x116cm, 2017
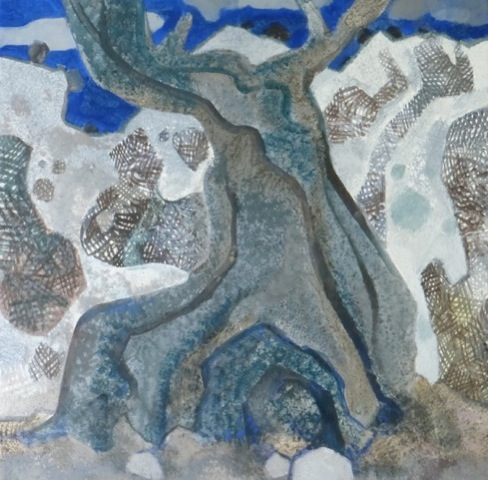
L'olivier, acrylique et sable sur toile, 60x60cm, 2017
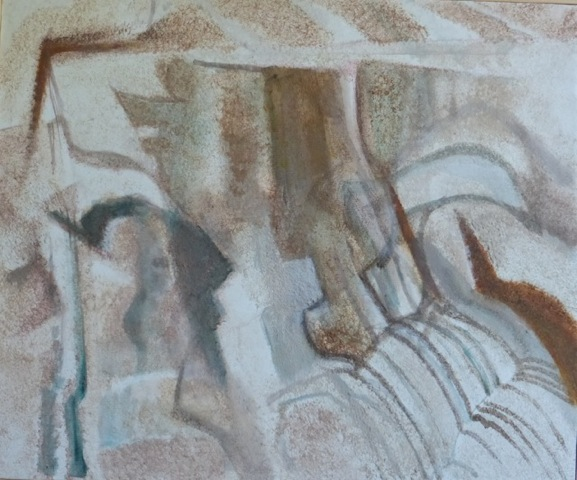
Surprise Valley, acrylique et sable sur toile, 65x100cm, 2017

### Réception critique
- « Nous avons, Pierre Cayol et moi, un rêve de paradis - rêve de beauté - et nous le projetons en Amérique (en le vivant, en Europe, dans notre Amérique intérieure et visionnaire que nourrissent livres et souvenirs de voyages) à cause de cette Nature et des Indiens - qui ne s'entendent pas plus sans elle qu'elle ne se laisse aimer sans eux. » - Yves Berger[12]
- « À Tavel, Pierre Cayol bâtissait avec une minutie comparable à l'ascèse des mystiques un monde minéral et solaire parcouru d'Indiens et survolé d'oiseaux porteurs de messages. On le sentait en quête de ce que Paracelse nommait la signature des choses. Nulle concession jamais chez lui : seulement des fondations et des fécondations. Une pénétration lente continue vers le Centre, le point où la matière, à force de rêver qu'elle vit et vibre, finira par se transformer en lumière pure. Donner à voir, souhaitait Paul Éluard. Seuls les créateurs inspirés, dresseurs de torrents et charmeurs de déserts, façonnent un jour les dieux capables, à leur tour, de refaire l'univers à l'image de l'homme. » - Marc Alyn[13]
- « Cayol, my good friend, perceives the world as a creative artist. He lovingly concentrates on the rush of natural light, contours, outlines, abstract landscapes, and the magical fusions of colour. Cayol teases the very sentiments of colour, textures, curves and figures, and his painterly touch creates a natural sense of balance. » - Gerald Vizenor[14]

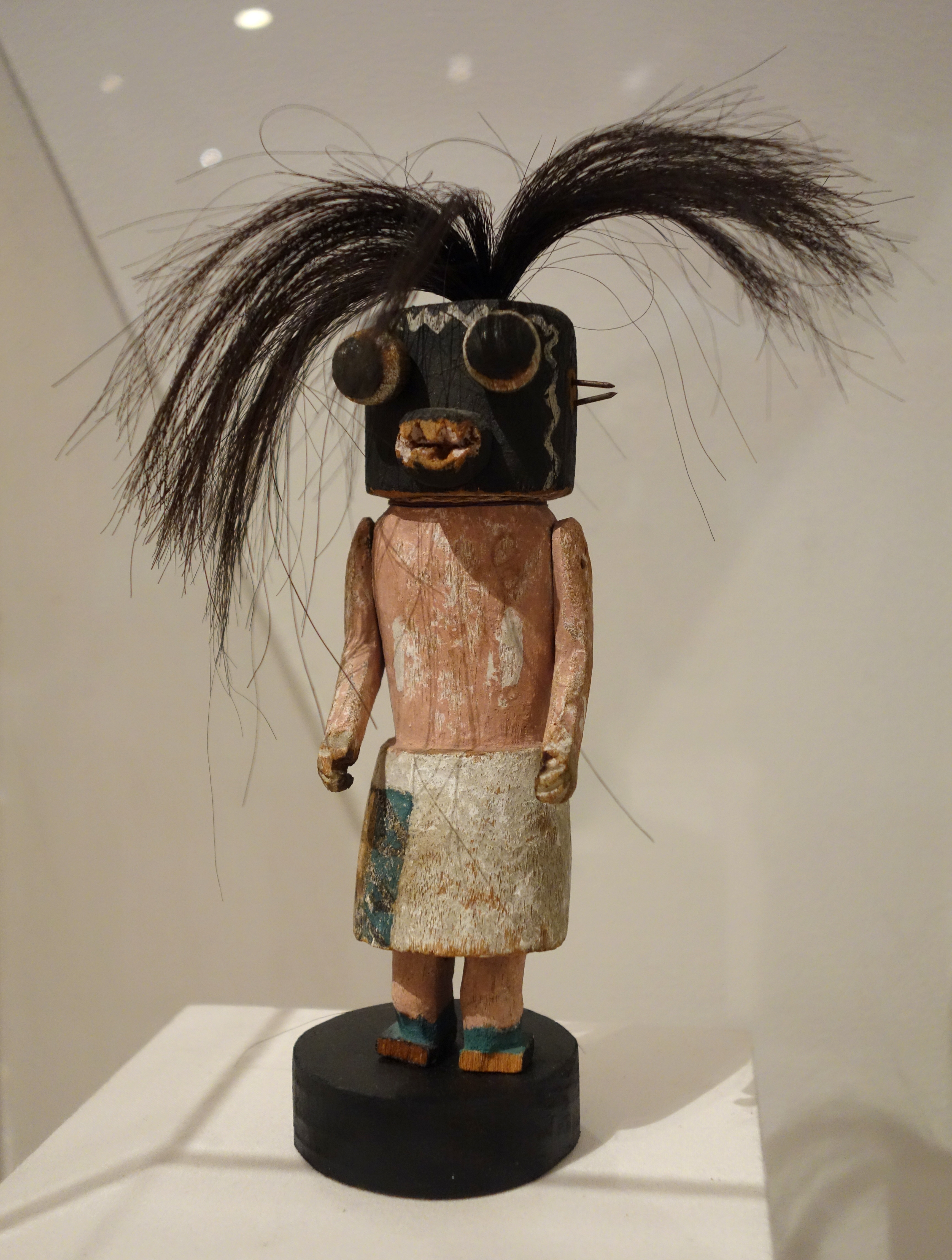
Figure Kachina des Indiens Hopis (dieu de la guerre)

- « Il peint... Il se laisse guider dans des contrées qui le dépassent. Il invoque l'esprit et mesure avec humilité la distance et les rapports qui sans cesse se créent entre les éléments. Il traverse le souffle par lequel tout respire. Il s'introduit dans le rythme de la lumière, des espaces, des objets ; il interroge le visible et l'invisible ; il pénètre l'inconnu pour accéder à la mémoire de l'univers. Il jongle avec la matière, le temps et l'immensité. Inlassable questionnement depuis l'homme des cavernes jusqu'aux peintres contemporains ! Quelles réponses et quelles solutions dans l'incantation et la répétition du geste ? Le pinceau prolonge la main dans la continuité du regard qui observe et médite. Ordonner le chaos, discerner la clarté dans la confusion et toucher l'âme de la beauté du monde. » - Joseph Pacini[3]
- « Sans jeter aux orties le savoir-faire acquis, il adopte une route nouvelle, nourrie de préoccupations spirituelles différentes et d'une connivence toujours plus étroite avec les populations indiennes d'Amérique. Ce cheminement allait affecter les thèmes et les sujets de sa peinture, voire son usage même, le tableau trouvant dans les rituels indiens du corps peint ou à travers les figures sculptées ou Kachinas qu'il célèbre une fonction proche du sacré, à l'instar du mandala oriental. » - Pierre Provoyeur[3]
- « Pierre Cayol sublime les calcaires poreux et joue avec les sinuosités des roches façonnées par l'érosion. Il veut parfaire l'équilibre de cette architecture minérale, celle du roc, avec ses lignes, ses volumes, ses jeux d'ombre et de lumière. Il est un peintre rigoureux, presque cartésiens, qui garde l'essentiel des choses qu'il épure au maximum et où tout hasard est toujours savamment réorganisé. Ses paysages recomposés, nature transposée, sont abordés avec une certaine austérité, avec des verts sombres dominants, des mauves parsemés de noir, des grisailles pour ses roches et ses tons chauds, couleur de terre… Dans une énergie créatrice, avec ce fort attachement à la terre, il se met en relation avec ces lieux retirés du monde et de la civilisation, en Provence comme dans les déserts d'Amérique, et opère ainsi la magie, celle de la transposition d'un paysage au travers de ses sensations et visions surnaturelles… La fantastique géologie des paysages qu'il choisit, masses minérales, falaises calcaires, pentes escarpées, canyons, lui permet de créer un univers cohérent où les lignes s'entremêlent et se rejoignent, créant une fabuleuse dynamique, alchimie de formes graphiques aux couleurs sublimées dans la plénitude de la lumière. » -  Monique Laïdi Chabaud[15]
- « Pierre Cayol s'attache à ce qui est réel, épiphanique, atemporel. Il dépasse les apparences pour donner corps à une apparition soudaine où le temps et l'éternité se rejoignent, où le temps et l'espace se réunissent dans un horizon commun. Les natures mortes offrent une perspective mise en aplat qui ouvre sur l'étendue de l'imaginaire ; l'effet de profondeur annulé révèle un équilibre entre le mouvement et la fixité. C'est dans cet entre-deux de l'homme et du monde que naît la dimension spirituelle… Cayol : un point d'articulation entre l'esthétique et le spiritueldans un instant d'éternité. » - Marie Cayol[15]
- « L'inspiration de Pierre Cayol se trouve dans le paysage de sa Provence natale, les rochers calcaires, les solides couleurs des herbes sauvages, une nature qui lui parle, comme celle qu'il fera sienne, en Arizona et au Nouveau-Mexique, dans les territoires des peuples premiers, Navajos, Apaches, Pueblos ou Hopis qui lui sont depuis longtemps familiers et dont les peintures, les poteries, les chants sacrés rejoignent dans ses œuvres les sources d'inspiration de sa terre natale… L'œuvre de Pierre Cayol est un message, un chant, et le peintre est aussi un poète. » - Frédéric Jacques Temple[15]

### Prix et distinctions
- Prix européen Jean-Louis-Forain, 2016[16].

## Œuvres

### Contributions bibliophiliques

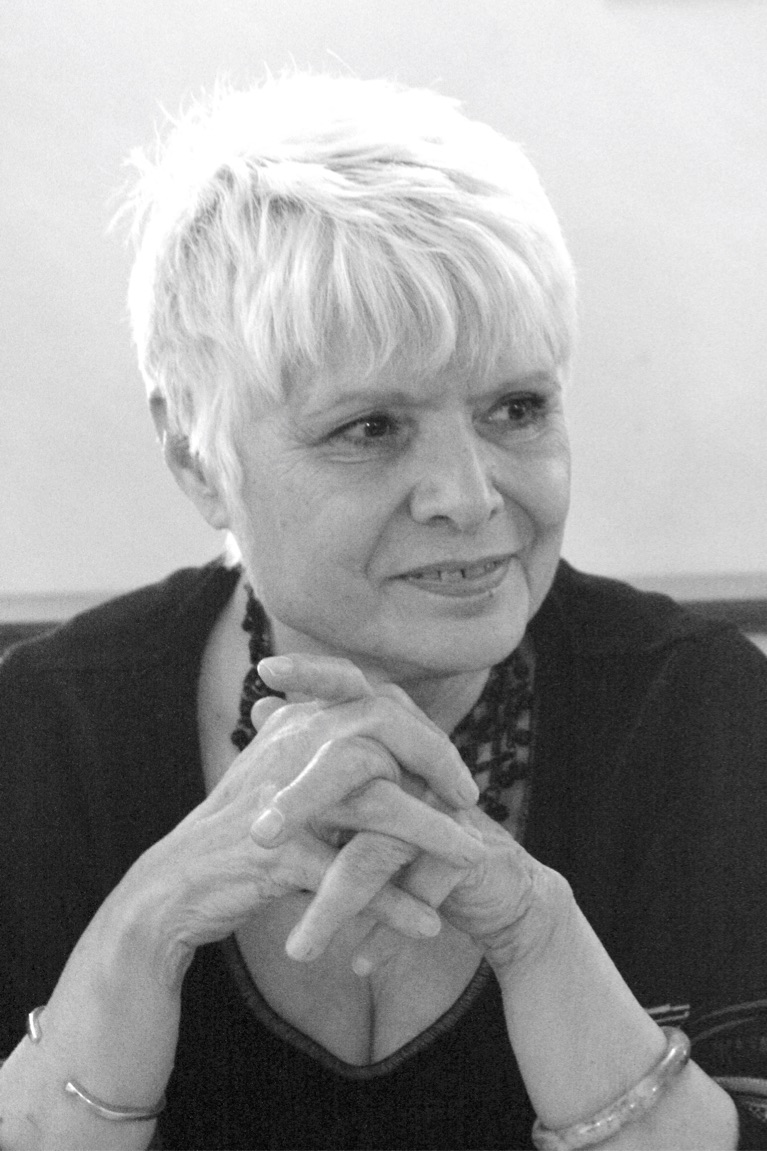
Jeanine Baude

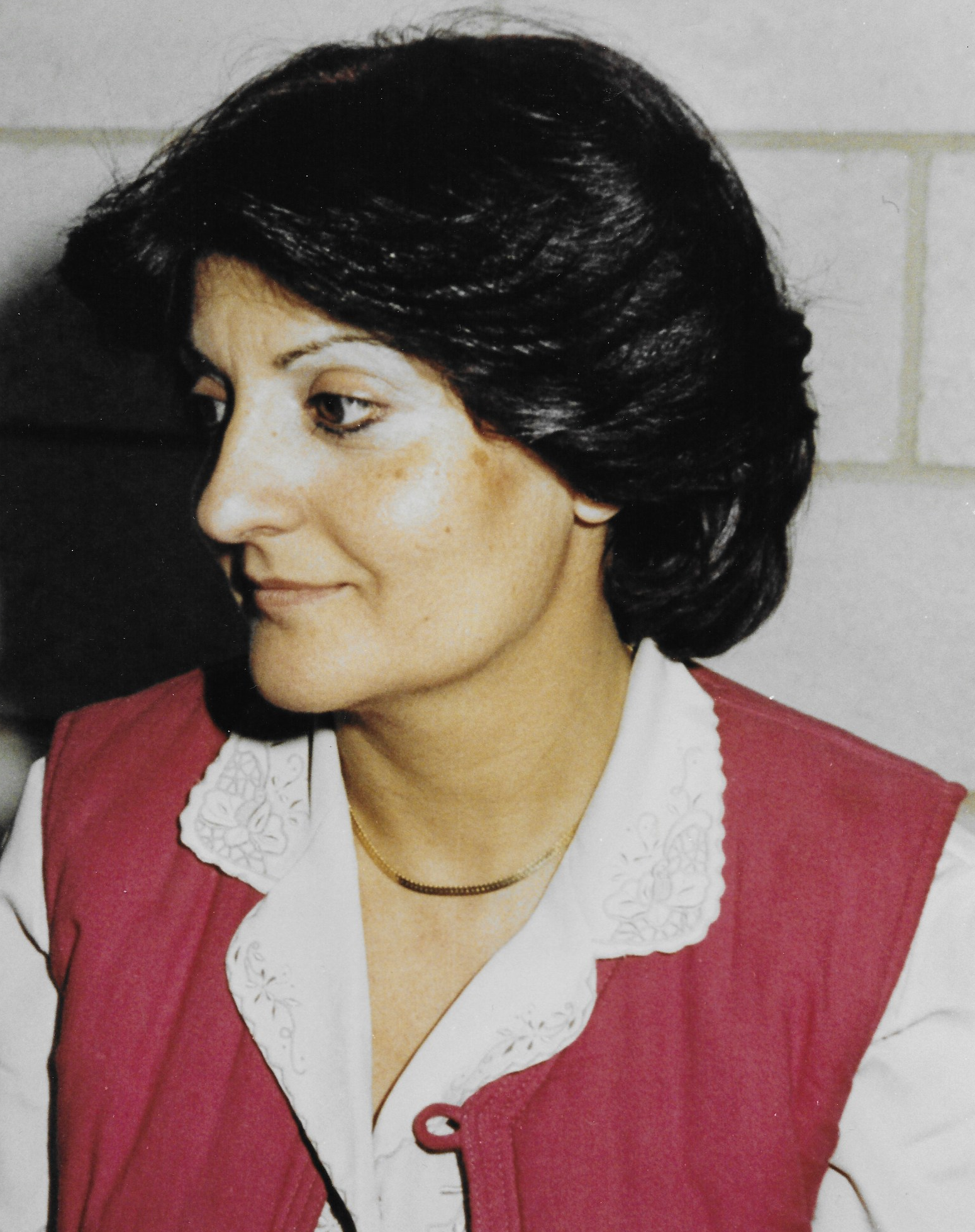
Nohad Salameh

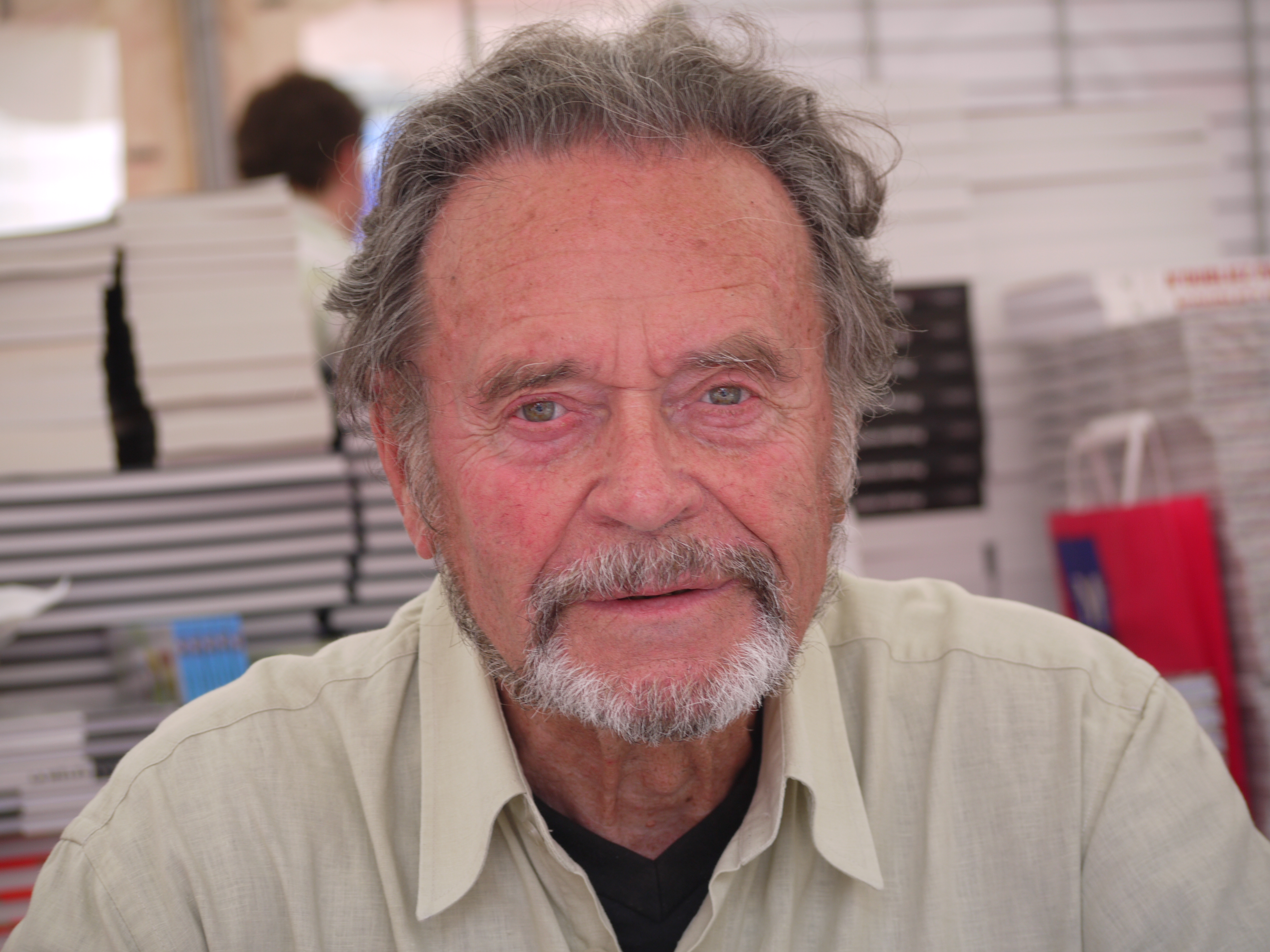
Jean Joubert

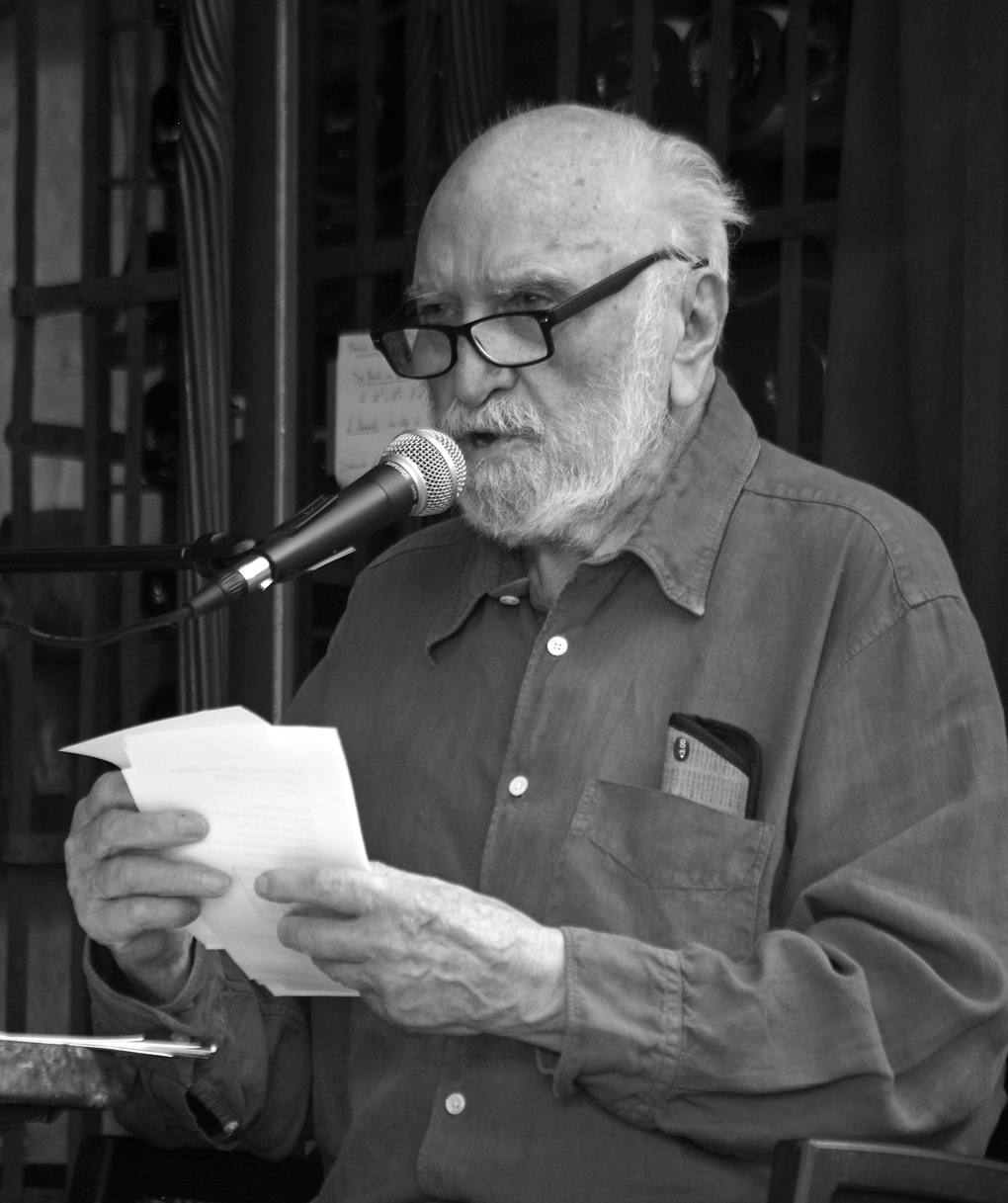
Frédéric Jacques Temple

#### Illustrations littéraires
- Yves Berger, La Galerie indienne du fou d'Amérique (extrait du livre Le Fou d'Amérique, Grasset, 1976), deux cent-quatre exemplaires enrichis chacun de dix lithographies originales numérotées, titrées et signées de Pierre Cayol, éditions Alain Barthélémy, Avignon, 1985 (présentation en ligne).
- Jeanine Baude, Ouessanes, quarante exemplaires enrichis d'une linogravure originale de Pierre Cayol, colophon signé par l'auteur et par l'artiste, collection « Poésie », édition Sud, Marseille, 1989 (présentation en ligne).
- Jehan Despert, Orage, tournesol, au cœur blanc des étés, deux eaux-fortes signées de Pierre Cayol, soixante-deux exemplaires signés au colophon par l'auteur et par l'artiste, éditions La Forcola, Viroflay et Tavel, 1990 (présentation en ligne).
- Jehan Despert, Méridienne..., une eau-forte signée de Pierre Cayol, cinquante exemplaires signés au colophon par l'auteur et par l'artiste, éditions La Forcola, Viroflay et Tavel, 1992 (présentation en ligne).
- Jehan Despert, Lascours, deux eaux-fortes signées de Pierre Cayol, quarante exemplaires signés au colophon par l'auteur et par l'artiste, éditions La Forcola, Viroflay et Tavel, 1993 (présentation en ligne).
- Jean Rousselot, Amour déshabillé de nous, une eau-forte de Pierre Cayol, quarante exemplaires non justifiés, sans nom d'auteur, 1993 (présentation en ligne).
- Jacques Simonomis, La Parade de cirque ou le bonimenteur, illustrations de Pierre Cayol, éditions La Lucarne ovale, Sain-Ouen-en-Brie, 1997.
- Alain Loirat, Au gré des jours, illustrations de Pierre Cayol, éditions Le Bruit des autres, Solignac, 1998.
- Nohad Salameh, L'Oiseleur, gravures originales de Pierre Cayol, éditions Vendémiaire, 2000.
- Jean-Noël Guéno, Une courbe dans l'été, illustrations de Pierre Cayol, AB éditions, Rochefort-du-Gard, 2000.
- Jean Joubert, Dans le jardin d'Eros, illustrations de Pierre Cayol, cent exemplaires numérotés, colophon signé par l'auteur et par l'artiste, AB éditions, Rochefort-du-Gard, 2001.
- Francine Caron, Des corps célestes suivi de Macrocosme, dix-neuf gravures de Pierre Cayol, AB éditions, Rochefort-du-Gard, 2002.
- « Marc Alyn - Un itinéraire secret », numéro spécial de la revue littéraire et artistique semestrielle Intuitions, en couverture portrait de Marc Alyn par Pierre Cayol, éditions D'ici et d'ailleurs, Mareuil-sur-Ourcq, 2002.
- Marc Alyn, Le manuscrit de Roquemaure, 2002.
- Marc Alyn, Le Silentiaire, quarante exemplaires numérotés enrichis d'une linogravure originale rehaussée à l'aquarelle de Pierre Cayol, signée, justifiée et titrée par lui, les quarante exemplaires signés par l'auteur et par l'artiste.
- Claude Garcia-Forner, Rayon bleu, poèmes illustrés par Eugène Baboulène, Pierre Cayol, Hervé Di Rosa, Pierre François et Michel Trinquier, Sauramps, Montpellier, 2004.
- Raphaël Mérindol, L'encens des jours, illustrations de Pierre Cayol, Christian Jauréguy, Noëlle Nicolau-B et Jean-Pierre Péransin, éditions Cardère, Avignon, 2005 (présentation en ligne).
- Nuhad Yusuf Fadl Allah Salamaï (traduction d'Antoine Maalouf), Baalbek - Les demeures sacrificielles, illustrations de Pierre Cayol, éditions du Cygne, Paris, 2007.
- Béatrice Libert, Ton corps, illustrations de Pierre Cayol, AB éditions, Rochefort-du-Gard, 2008.
- Marie Cayol, Navajo Mountain - La tête de la Terre-Mère, Naatsis'àà, couverture de Pierre Cayol, éditions Cardère, Avignon, 2010 (présentation en ligne).
- Marie Cayol, Les Roses de Taos ou les ironies du destin, nouvelles, illustrations de Pierre Cayol, L'Atelier du grand tétras, Mont-de-Laval, 2010 (présentation en ligne).
- Louis Reymond, Leçons de ténèbres suivi de L'Insulaire, illustrations de Pierre Cayol, L'Atelier du grand tétras, Mont-de-Laval, 2011.
- Marie Cayol, Rainbow bridge - Tsé nàa na'ni'ahi, poèmes enrichis de quatre linogravures de Pierre Cayol, colophon signé de Pierre et Marie Cayol, collection « Ailleurs », 2012 (présentation en ligne).
- Raphaël Mérindol, L'arbre de vie - Un éloge à l'arbre, ou plutôt aux arbres dans leur diversité de caractère, douze illustrations originales de Pierre Cayol, Christian Jauréguy, Jean-Pierre Péransin et Le Zhang, éditions Cardère, Avignon, 2013 (présentation en ligne).
- Béatrice Libert, Minérales, onze poèmes enrichis de cinq linogravures de Pierre Cayol tirées sur les presses de l'artiste à Tavel, 2013.
- Yves-Marie Salem-Carrière, Predicanço e respelido, illustrations de Pierre Cayol, éditions C. Lacour, Nîmes, 2014.
- Gerald Vizenor, Calm in the storm - Accalmie, livre en feuilles sous plexiglas, cinq linogravures originales de Pierre Cayol, colophon signé par l'auteur et par l'artiste, quarante exemplaires numérotés, sur les presses de Pierre Cayol, Tavel, 2015.
- Guillaume Lebaudy, Les Métamorphoses du bon berger - Mobilités, mutations et fabrique de la culture pastorale du sud de la France, couverture de Pierre Cayol, collection « Hors les drailles », éditions Cardère, Avignon, 2016 (présentation en ligne).
- Vinciane Despret et Michel Meuret, Composer avec les moutons - Lorsque les brebis apprennent à leur berger à leur apprendre, couverture et illustrations de Pierre Cayol, collection « Hors les drailles », éditions Cardère, Avignon, 2016 (présentation en ligne).
- Joseph Pacini, Ici parle l'olivier suivi de Méditations de l'olivier, illustrations de Pierre Cayol, AB éditions, Rochefort-du-Gard, 2018.
- Francine Caron, Femmage(s), illustrations de Pierre Cayol, AB éditions, Rochefort-sur-Gard, 2018[17].
- Marie Cayol (préface de Joseph Pacini), Masayestena, un fermier hopi, couverture et illustrations de Pierre Cayol, éditions Cardère, Avignon, 2018 (présentation en ligne).
- Frédéric Jacques Temple, Les chants de la nuit des Indiens Navahos, poèmes enrichis de sept eaux-fortes de Pierre Cayol, quarante exemplaires numérotés, sur les presses de Pierre Cayol à Tavel, 2019.

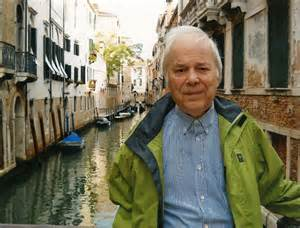
Marc Alyn

#### Livre d'artiste
- Marc Alyn, Nue comme la nuit, poème manuscrit enrichi par Piere Cayol de quatre peintures originales avec collages, quatre exemplaires signés par l'auteur et par l'artiste.

### Fresques murales
- École maternelle, Tavel.
- Collège Saint-Jean, Bagnols-sur-Cèze.
- Chapelle du domaine de Manissy, Tavel, peinture murale, 2024[18].

### Scénographies
- Décors pour les spectacles du groupe « Ça Ira » :
  - La bouteille au Rhône, comédie musicale, Château de Lascours, été 1992 ; Chartreuse de Valbonne et Festival d’Avignon, 1993.
  - Un opéra de neige, textes de Marc Alyn et musique de Tonio Bastaroli, 1995.
  - Joue-moi un rayon de soleil, 1998.
  - Si Femme était là, 2000.
  - Et des soleils sur des sanglots, extraits de Louis Aragon, 2003.
  - Comment Wang Fô fut sauvé, musée Vouland, Avignon, 2011.

## Expositions

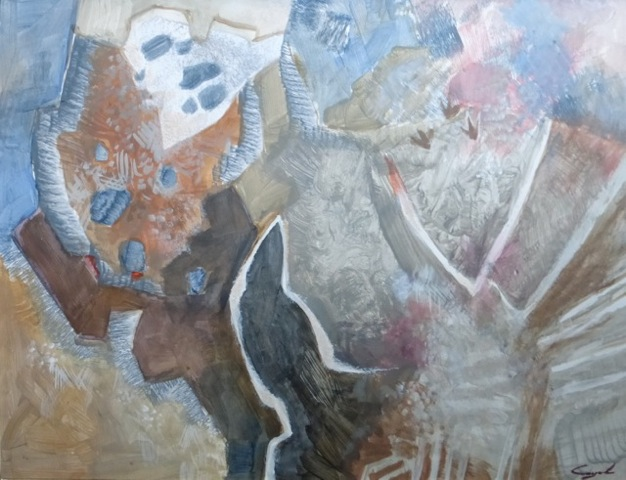
Pierre Cayol, Le corbeau, acrylique sur papier, 2016

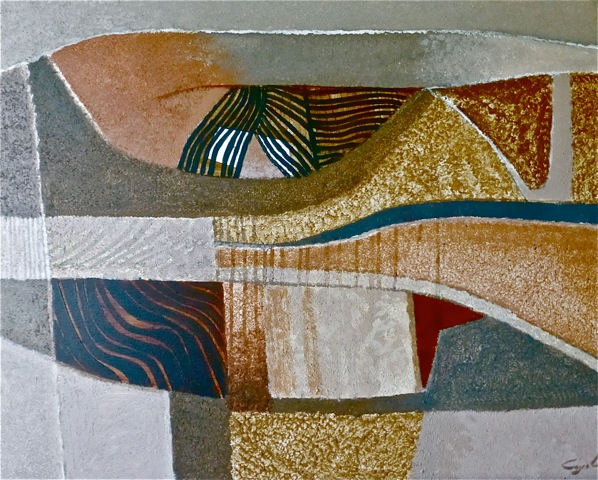
Pierre Cayol, Les grands champs, acrylique et sable sur toile, 65x81cm

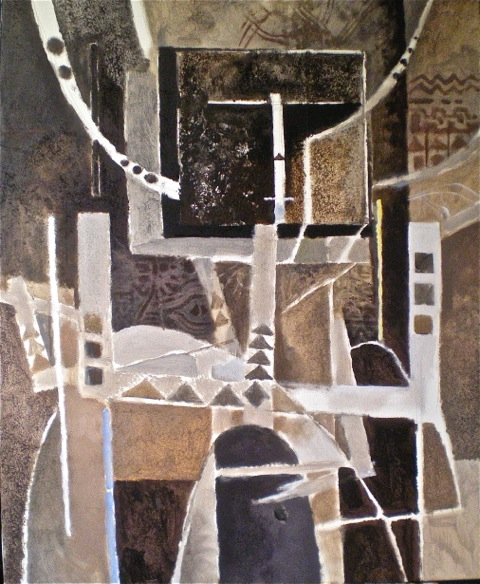
Pierre Cayol, Le chemin du pollen, acrylique et sable sur toile, 100x81cm, 2013

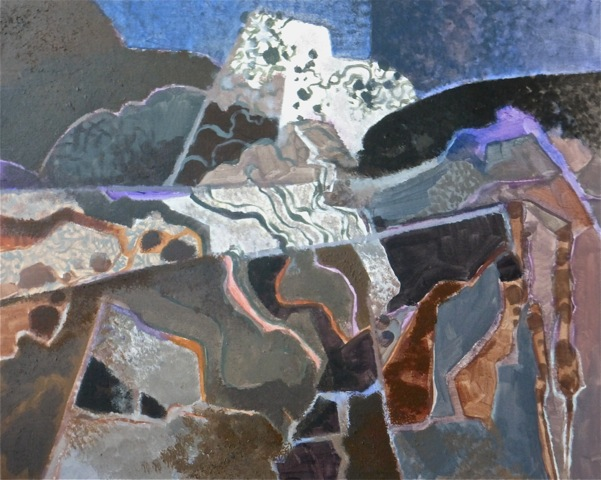
Pierre Cayol, Près de Saint-Rémy de Provence, acrylique et sable sur toile, 65x81cm, 2015

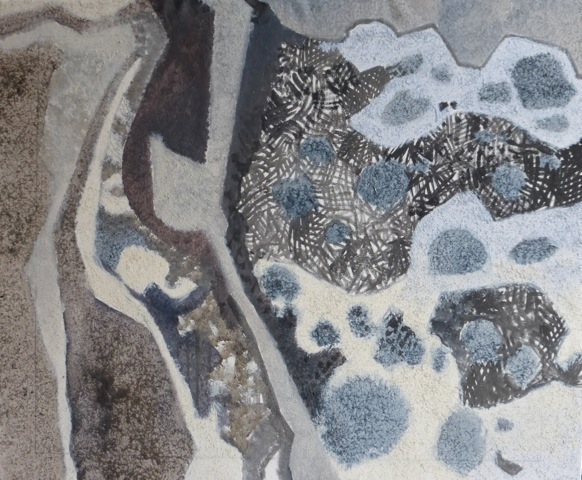
Pierre Cayol, Le versant, acrylique et sable sur toile, 54x65cm, 2016

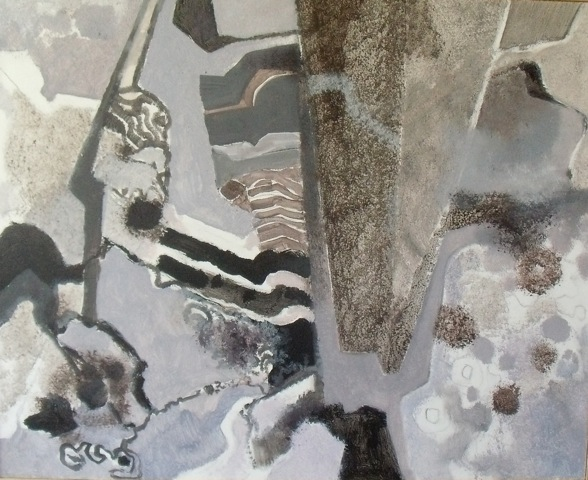
Pierre Cayol, Paroi calcaire, acrylique et sable sur toile, 65x81cm, 2016

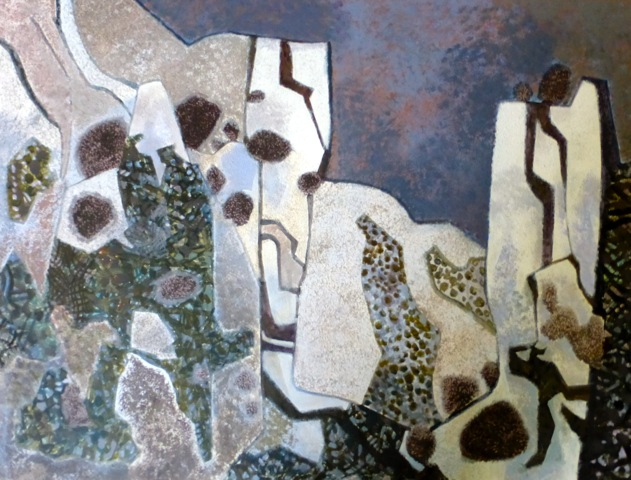
Pierre Cayol, Au dessus de Saint-Rémy, acrylique et sable sur toile, 89x116cm, 2016

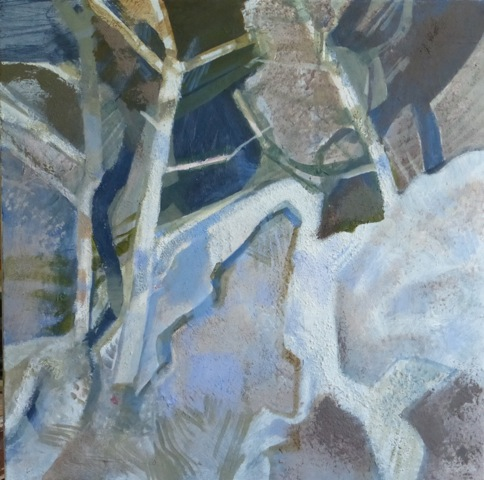
Pierre Cayol, Sur la colline, acrylique et sable sur toile, 60x60cm, 2017

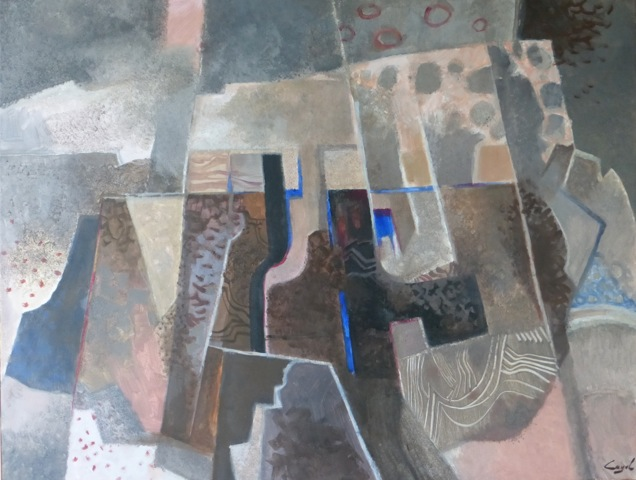
Pierre Cayol, Collines, acrylique et sable sur toile, 89x116cm, 2016

### Expositions particulières en galeries
Depuis 1965 :
- En France : Arles, Bagnols-sur-Cèze, Avignon, Nîmes, Uzès, Apt, Aix-en-Provence, Paris (Galeries Drouant, Barlier, Amyot en 1992[1], Orenda[19]), Béziers, Montpellier, Marseille, Salon-de-Provence, Rouffach, Nantes, Toulon, Aigues-Vives, Nyons et Le Grau-du-Roi;
- Au Canada : Toronto
- En Suisse : Solothurn, Charmey et Genève
- En Corée du Sud : Séoul
- En Allemagne : Fußgönheim
- En Lituanie : Vilnius
- En Belgique : Knokke et Zoute
- Aux États-Unis : Santa Fe
- Au Nouveau-Mexique, en Autriche, Vienne, en Italie, Ciampino, près de Rome.

### Expositions de groupes
Festivals d’Avignon, de Toulon, d’Amiens, Chorégies d’Orange, Québec, Dallas, New York, Montréal, Canton, Pékin, Tokyo.

### Salons
- Invité d'honneur aux salons de Bollène, Bourges, Valréas, Sauveterre, Saint-Laurent-des-Arbres, Festival de Haute-Provence, Nyons, Montélimar, Grenoble, Bagnols-sur-Cèze, Pont-Saint-Esprit, La Grand-Combe, Sorgues.
- Sociétaire du Salon d’automne depuis 1984.

### Expositions et voyages
1993
- 9eSalon des arts des airs et de l'espace, École nationale supérieure d'ingénieurs de constructions aéronautiques, Toulouse[20].

1998
- Pierre Cayol, Edmond Hänni, Mouret, Galerie Iris, L'Isle-sur-Sorgue.
- Exposition d'inauguration du Centre d'art rhodanien, L'Isle-sur-Sorgue.

2000
- Exposition particulière, Galerie des Arts, Nîmes.
- Neuvième Salon d’art contemporain, Sorgues.
- Salon de la Société internationale des beaux-arts, Paris.
- Salon d’Automne, Paris.
- Voyage – Cinq peintres en Arizona et Nouveau-Mexique.

2001
- Dixième Salon d’Art Contemporain - Sorgues.
- Salon de la Société Internationale des Beaux-arts - Paris.
- Exposition Cinq peintres en Arizona, Atelier Pierre Cayol, Tavel.
- Exposition particulière Peaux Rouges, Théâtre des Carmes, Avignon.
- Voyage en Sicile avec un groupe de peintres
- Voyage en territoire indien - Arizona et Nouveau-Mexique.
- Salon d’Automne, Paris.

2002
- Exposition Cinq peintres en Arizona Sanary-sur-Mer.
- Voyage en Arizona et Nouveau- Mexique avec cinq peintres.
- Onzième Salon d’Art Contemporain, Sorgues.
- Exposition sur la Sicile, Maison de l’Europe, Avignon.
- Exposition particulière, Tour Philippe Le Bel, Villeneuve-les-Avignon.
- Salon de l’Enclave des Papes, Valréas.
- Exposition avec le groupe de jumelage d’Avignon à Tarragone (Espagne).
- Exposition particulière, Château de Fargues, Le Pontet en Vaucluse.
- Exposition Cinq peintres en Arizona, Maison des Vins, Avignon.

2003
- Exposition particulière, Galerie Amana, Aix-en-Provence.
- Exposition particulière, Le Préau des Arts, Nyons.
- Salon de la Société internationale des beaux-arts, Chaumont et Paris.
- Salon d’Automne, Paris.
- Les graveurs du sud, Galerie La Salamandre, Nîmes.
- Voyage en Arizona et Nouveau-Mexique.

2004
- Exposition particulière, Villa Parry, Le Grau-du-Roi.
- Le parcours de l’art, Atelier du Balcon, Montpellier.
- Salon « La jeune peinture », Hommage à Albert André, Centre Saint Maur, Bagnols-sur-Cèze.
- Pierre Cayol - Aquarelles du Sud-Ouest américain, Atelier Pierre Cayol, Tavel.
- Voyage en Arizona et Nouveau-Mexique en vue de la réalisation d’un livre avec les Apaches.

2005
- Exposition particulière – Institut français de Vienne et galerie Kaesser Kunstandel.
- Exposition avec Joseph Pacini, Images et Ecriture de Terre, Ciampino (près de Rome, Italie).
- Pierre Cayol - Le mystère des natures immobiles, Centre d’art rhodanien de Saint-Maur, Bagnols-sur-Cèze, juillet-août 2005.
- Pierre Cayol et les Concerts de l’Amitié, Ed. Fondation N. Schenkel, Suisse.

2006
- Pierre Cayol ou peindre le désir, Centre européen de poésie d'Avignon, avril 2006[21].
- Les peintres de la galerie, galerie Le Domaine perdu, Meyrals.
- Exposition à Read Johnson Gallery à Santa Fe, Nouveau-Mexique.
- Invité d’honneur au Salon de Sorgues.

2007
- Voyage au Chili: rencontre avec les Indiens Mapuches.
- Invité d'honneur du salon ARPADI à Divonne-les-Bains (Ain).
- Exposition Inspiration nomade autour du livre Apaches à la médiathèque de Cernay (Haut-Rhin).
- Exposition à Collanges (Ain) dans le cadre du Festival Estival de Musique en Pays de Gex.
- Exposition au musée de Lavérune, près de Montpellier.

2008
- Exposition à la Cave Coopérative des vignerons de Tavel et Lirac, Tavel, à l'occasion d'une cuvée spéciale « Hommage à la Peinture ».
- Exposition Galerie Orenda, Rue de Verneuil, Paris, avec la participation de Scott Momaday.
- Exposition au Centre Saint-Maur, Bagnols-sur Cèze, avec Christoffels, Hänni et Montigné.
- Voyage en Arizona, Nouveau-Mexique et Montana.

2009
- Invité d'honneur pour le cinquantenaire du Salon de Sauveterre (Gard).
- Invité d'honneur au Salon de Mollégès (Bouches du Rhône).
- Invité d'honneur au Salon de la Société des beaux-arts de Périgueux.
- La lumière des Mexiques, exposition Galerie Orenda à Paris avec Carlos Torres.

2010
- Exposition à Valence (Drôme), Salle des Clercs invité par Arts Passion.
- Œuvres sur papier, Galerie Michelle Champetier à Cannes.
- Exposition à la librairie « Les Genêts d'or », Avignon, juillet - août.
- Séjour chez les Navajos, Hopis, Apaches et Pueblos, (Arizona et Nouveau-Mexique) de juin à octobre.
- Présentation du livre de Gerald Vizenor Shrouds of  White Earth au Musée amérindien de Santa-Fe (Nouveau-Mexique).
- Exposition au musée Vouland, Avignon, sur le thème La Provence illustrée.
- Quarante ans d'amitié en peinture, exposition à l'Atelier, 37 Rue des Lavandières, Tavel, avec Edmond Hänni.

2011
- Exposition à Pont Saint Esprit, Librairie Le Chant de la Terre, œuvres graphiques.
- Présentation Le jardin d'Éros avec Jean Joubert, à Pont-Saint-Esprit et à Avignon.
- Participation aux Chromalies, Valence (Drôme).
- Pierre Cayol - Œuvres sur papier, Galerie Michelle Champetier, Cannes.
- Entrée à la Galerie en ligne Catherine Borghèse.
- Dix toiles choisies pour Artissu.
- Séjour en Arizona et Nouveau-Mexique de juillet à fin octobre.
- Participation à l'exposition Poetica Erotica, Galerie Orenda, Paris.
- Participation au Salon des Antiquaires avec la Galerie Atezart d'Avignon.
- Exposition à l'Atelier, 37 rue des Lavandières, Tavel, avec Raphaël Louzé, sculpteur.

2012
- Galerie Orenda, 54 Rue de Verneuil à Paris, 31 mai - 5 juillet 2012.
- Musée d'art sacré du Gard, Pont-Saint-Esprit, juin-septembre 2012.

2013
- Maison de la culture de Quaregnon (Belgique), janvier 2013[22].
- Maison des parcs nationaux, Tucson (Arizona), septembre 2013.

2014
- Nos Méditerranées (From Mediterranea with love) - Pierre Cayoil (Provence), Toussaint Mufraggi (Corse), Gabriele Poli (Ligurie), galerie Orenda, Paris, octobre-novembre 2014[23],[24].

2015
- Médiathèque d'Uzès, février 2015[25],[26].
- Salon méditerranéen des arts plastiques, espace Gagarine, Port-de-Bouc, Pierre Cayol, peintre, et Manuel Paoli, sculpteur, invités d'honneur, mai 2015[27].
- Pierre Cayol, chapelle Saint-Pierre, Saint-Chamas (Bouches-du-Rhône), juin-août 2015[28],[29].
- Pierre Cayol - Errances : œuvres graphiques, livres d'artiste, peintures sur papier, chapelle de la médiathèque d'Uzès, juin-juillet 2015[30].

2016
- 25e Salon de l'Atelier des arts, Saint-Romans, Pierre Cayol invité d'honneur, avril-mai 2016[31].
- Exposition du cinquantième anniversaire de l'Association des peintres du canton de Bollène, espace Rippert, Bollène, Pierre Cayol invité d'honneur, juin 2016[32].
- Médiathèque de Laudun-l'Ardoise, novembre 2016[33].

2017
- Escapades d'automne - Atelier Pierre Cayol, Tavel, octobre 2017[34].
- Pierre Cayol - Par delà les brumes, Galerie l'Atelier des artistes, Uzès, décembre 2017 - janvier 2018[35],[36].

2018
- Salon de la gravure et de la micro-édition, chapelle des Pénitents de Nant, mai 2018[37].
- Chapelle Saint-Maur, Bagnols-sur-Cèze, décembre 2018[38].

2019
- Librairie Le Chant de la Terre, Pont-Saint-Esprit, janvier 2019[39].
- Salon Trace de poète, La fabrique Notre-Dame, L'Isle-sur-Sorgue, avril-mai 2019[40].
- Françoise Burdezy-Legué invite Cayol - Inspiration nomade, Cotignac, mai-juin 2019.
- Pierre Cayol - Retour au Pays, médiathèque Varadier-d'Estourmel, Saint-Andiol, novembre-décembre 2019.

2020
- Pierre Cayol - Sur un chemin de beauté, château de Montauban, Fontvieille, juillet-septembre 2020.

2021
- Pierre Cayol (peintures) et Joël Lemercier (sculptures), domaine de Manissy, Tavel, juin-juillet 2021[41].
- Cayol, Centre culturel de l'église Sainte-Anne de Boulbon, juillet 2021.

2023
- Cayol, l'atemporel, musée de Région Auguste-Chabaud, Graveson, février-juin 2023[15].
- Esprit de voyage - Mollégès Group'Art - Biennale 2023, Pierre Cayol invité d'honneur, Centre socio-culturel de Mollégès, octobre 2023.
- Cayol - De la Nature… (œuvres récentes, Arizona et Nouveau-Mexique), au 37, rue des Lavandières, Tavel, décembre 2023.

2024
- Bibliothèque de Tavel, juin 2024.

2025
- Visions de peintres : René Aberlenc, Pierre Cayol, Jean Savajol, espace Sain-Maur, Bagnols-sur-Cèze, août 2025[42].

## Musées et collections publiques

### France
- Musée Albert-André, Bagnols-sur-Cèze ;
- Musée de Salon-de-Provence ;
- Musée municipal de Sedan ;
- Musée d'art de Toulon ;
- Musée d'art moderne de Troyes ;
- Musée d'Uzès ;
- Musée de Valréas ;
- Musée d'art contemporain Arteum de Châteauneuf-le-Rouge[43] ;
- Musée Hofer-Bury de Laverune ;
- Bibliothèque nationale de France, Nue comme la nuit, poème manuscrit de Marc Alyn enrichi de quatre peintures originales avec collages de Pierre Cayol ;
- Villes d'Aigues-Vives, Avignon, Le Revest-les-Eaux, Sorgues, Tavel.

### Allemagne
- Alpines Museum, Munich.

### États-Unis
- Navajo Nation Museum (en), Window Rock, Arizona.

## Filmographie
- Pierre Cayol, télévision japonaise, diffusé en juillet 1991, chaîne J.S.B.[3].
- Pierre Cayol - Désir de peindre, film de Jean-Marie Chabran, cinéma Utopia, Avignon, 2017[44].

## Radiophonie
- Pierre Cayol - Peindre le minéral, une méditation sur les origines ?, émission présentée par Christine Deloffre, Bernard Causse, Roberte Mauron-Billot et Isabelle Marque, RCF, 16 janvier 2017, 19H30[45].